# Señorita Panamá 2018
Señorita Panamá 2018 la 52.ª edición del certamen Señorita Panamá, correspondiente al año 2018 se celebró el 7 de junio en la Arena Roberto Durán en la Ciudad de Panamá. Veinte concursantes representando a las 10 provincias y ciudades de Panamá compitieron por este título de belleza. Al final del evento, Señorita Panamá 2017 Laura de Sanctis de Contadora coronó a Rosa Iveth Montezuma Montero de  Comarcas como la nueva Señorita Panamá 2018 quien representó a Panamá en  Miss Universo 2018.

## Desarrollo Señorita Panamá
Señorita Panamá 2018 fue la 52.ª edición del concurso de Señorita Panamá que selecciona a las concursantes para Miss Universo, Miss Mundo, Miss Tierra, Miss International, y por designación, posterior a la Noche de Coronación a las representantes a Reina Hispanoamericana, Miss Continentes Unidos, Reinado Internacional del Café.
Este año se llevó a cabo la 3ª edición del renovado concurso de Señorita Panamá, después de que César Anel Rodríguez asumió la Presidencia del concurso y la representación en Panamá del Miss Universo, Miss International y Miss Tierra.
Veinte concursantes preliminares fueron seleccionadas de todo Panamá y compitieron por la prestigiosa corona bajo el eslogan "Las 20 más bellas".
Rosa Iveth Montezuma Señorita Panamá Universo 2018 compitió en Miss Universo 2018,  la 67.ª edición del certamen Miss Universo correspondiente al año de 2018; se realizó el 16 de diciembre en Bangkok, Tailandia.  Solaris Barba Señorita Panamá Mundo 2018 representó a Panamá en el concurso Miss Mundo 2018 cual se realizó en diciembre de 2018 en Sanya, China, también se seleccionó a Shirel Ortiz como la ganadora del título Señorita Panamá Internacional y Diana Lemos como Señorita Panamá Tierra quiénes representaron Panamá en Miss Internacional 2018 y Miss Tierra 2018 respectivamente.

## Señorita Panamá 2018
El Señorita Panamá se celebró en la Arena Roberto Durán, Ciudad de Panamá, Panamá, el 7 de junio de 2018. 20 concursantes de todo el país competiran por el prestigioso título de belleza nacional. 

### Resultados
| Resultado final               | Concursante |
| ----------------------------- | --- |
| Señorita Panamá 2018          | - Comarcas - Rosa Iveth Montezuma                                                                               |
| Señorita Panamá Mundo         | - Herrera - Solaris Barba                                                                                       |
| Señorita Panamá Internacional | - Panamá Centro - Shirel Ortiz                                                                                  |
| Señorita Panamá Tierra        | - Isla San José - Diana Lemos                                                                                   |
| 1ra Finalista                 | - Taboga - Zunilda Del Valle                                                                                    |
| 2da Finalista                 | - Los Santos - Andrea Batista                                                                                   |
| Top 10 Semi-Finalistas        | - Chiriquí - Kiara Sang - Panamá Este - Nohelys González - Panamá Oeste - Karla Rivas - Veraguas - Selena Gómez |

### Premios Especiales
| Premio                         | Concursante          | Provincia      |
| ------------------------------ | -------------------- | -------------- |
| Señorita Fotogénica            | - Rosa Montezuma     | Comarcas       |
| Señorita Amistad               | - Gloribeth Saavedra | Barro Colorado |
| Concejo de las Misses          | - Diana Lemos        | Isla San José  |
| Mejor Piel                     | - Selena Gómez       | Veraguas       |
| Mejor Cabello                  | - Solaris Barba      | Herrera        |
| Mejor Sonrisa                  | - Ayhemeis Henríquez | Panamá Norte   |
| Mejor Proyección               | - Andrea Batista     | Los Santos     |
| Mejor diseño en traje de noche | - Diana Lemos        | Isla San José  |
| Mejor Cuerpo                   | - Selena Gómez       | Veraguas       |
| Señorita Internet              | - Rosa Montezuma     | Comarcas       |
| Mejor Rostro                   | - Solaris Barba      | Herrera        |

## Selección de Traje Nacional
Este año se celebró  la gala  Viva Panamá  el 5 de junio de 2018. Es una competencia que muestra la riqueza del país plasmada en los coloridos y fascinantes trajes hechos por diseñadores panameños que combinan el pasado y el presente de Panamá. El disfraz ganador representa a Panamá en Miss Universo 2018 también eligió los trajes nacionales para Miss Mundo 2018, Miss Internacional 2018, Miss Tierra 2018, Miss Continentes Unidos 2018,  Reina Hispanoamericana 2018 y  Reinado Internacional del Café 2019.
| Resultado final | Concurso                                                 | Diseñador               | Tema                                 |
| --------------- | -------------------------------------------------------- | ----------------------- | ------------------------------------ |
| Ganador         | Mejor Traje Nacional para Miss Universo                  | Abdul Juliao            | "Zaratí, el renacer de dos leyendas" |
|                 | Mejor Traje Nacional para Miss Mundo                     | Alan Barrios            | "Musa Panameña"                      |
|                 | Mejor Traje Nacional para Miss Internacional             | Roberto Carlos Estrella | "Aligandi"                           |
|                 | Mejor Traje Nacional para Miss Tierra                    | Samuel Villarreal       | "El Martín pescador"                 |
|                 | Mejor Traje Nacional para Miss Continentes Unidos        | Víctor Guerrero         | "Flor del Espíritu Santo"            |
|                 | Mejor Traje Nacional para Reina Hispanoamericana         | Demóstenes Moreno       | "El Jaguar"                          |
|                 | Mejor Traje Nacional para Reinado Internacional del Café | Abraham Vergara         | "Gedeco, el surgimiento de la luna"  |

## Entrevista Preliminar
Celebrada el 6 de junio, las candidatas de Señorita Panamá fueron calificadas en una entrevista personal para los jueces.

## Jurado Señorita Panamá
- Eduardo Cano: Diseñador. (Panamá)
- Chris Puesan: director de Miss Haití. (República Dominica)
- Rita Silvestre: Señorita Panamá para Continentes Unidos 2016. (Panamá)
- Junior Exidio Zelaya: Periodista. (Honduras)
- María Cecilia Triana de Muñoz: Bailarina profesional. (Panamá)
- José Miguel Guerra: Relacionista Público. (Panamá)
- Osmel Sousa: Presidente de Miss Venezuela . (Cuba / Venezuela)
- María Alejandra Chacón: Cofundadora de Leotards Panamá.
- Luis Ortega: Experto in concursos de Belleza. (Panamá)
- Sarita Esses: Comunicadora social. (Japón)
- Mario Augusto Pérez: Arquitecto. (Panamá)
- George Wittels: Joyero Internacional creador de las coronas de Señorita Panamá. (Austria / Venezuela)
- Viera Algandona: Productora. (Panamá)

### Show de Presentación
Esta competencia preliminar también llamada Gala Nacional de la Belleza el evento se llevó a cabo el 19 de abril de 2018, es la noche cuando las veinte finalistas seleccionadas de Señorita Panamá 2018 se presentan al público y la prensa en las categorías traje de baño y cóctel.

## Candidatas Oficiales
- 20 candidatas confirmadas a competir a la corona del Señorita Panamá 2018[9]

(En la tabla se utiliza su nombre completo, los sobrenombres van entrecomillados y los apellidos utilizados como nombre artístico, entre paréntesis; fuera de ella se utilizan sus nombres «artísticos» o simplificados)
| Provincia          | Candidata                          | Edad | Estatura | Ciudad Natal     |
| Barro Colorado     | Gloribeth Saavedra                 |      |          | Ciudad de Panamá |
| Bocas del Toro     | Khadine Barria                     |      |          | Bocas del Toro   |
| Chiriquí           | Kiara Sang                         | 24   | 1,82 m   | David            |
| Chiriquí Occidente | Astrid Juárez                      | 23   | 1,78 m   | David            |
| Coclé              | Nicole Castillero                  |      |          | Penonome         |
| Colón              | Naomy Mena                         |      |          | Colón            |
| Comarcas           | Rosa Iveth Montezuma               | 24   | 1,68 m   | Ciudad de Panamá |
| Contadora          | Yasmeira Bennett                   |      |          | Colón            |
| Darién             | Hillary Hernández                  |      |          | Ciudad de Panamá |
| Flamenco           | Ana Gabriela García                |      |          | Ciudad de Panamá |
| Herrera            | Solaris De la Luna Barba Cañizales | 19   | 1,82 m   | Chitré           |
| Isla del Rey       | Katherina Ríos                     |      |          | Ciudad de Panamá |
| Isla San José      | Diana Lemos                        |      |          | Ciudad de Panamá |
| Los Santos         | Andrea Valeria Batista Escudero    | 23   |          | Las Tablas       |
| Panamá Centro      | Shirel Ortiz Aparicio              | 22   |          | Ciudad de Panamá |
| Panamá Este        | Nohelys Karina González Cedeño     | 22   |          | Ciudad de Panamá |
| Panamá Norte       | Ayhemeis Henríquez                 |      |          | Ciudad de Panamá |
| Panamá Oeste       | Karla Rivas                        | 23   | 1,78 m   | La Chorrera      |
| Taboga             | Zunilda Del Valle                  |      |          | Colón            |
| Veraguas           | Selena Gómez Santamaría            | 21   | 1,74 m   | Colón            |

## Importancia histórica
- Comarcas gana el título Señorita Panamá por primera vez.
- Herrera gana el título Señorita Panamá Mundo  por segunda vez, la última vez con Marissa Burgos en 1983.
- Panamá Centro gana el título Señorita Panamá Internacional, el último con Daniela Ochoa en 2016.
- Isla San José gana el título Señorita Panamá Tierra por primera vez.
- Taboga, Los Santos, Panamá Este, Panamá Oeste repiten clasificación en el top 10 .
- Isla San José clasifica por primera vez.
- Chiriquí & Panamá Centro clasificaron por última vez en ( 2016).
- Herrera & Veraguas clasificaron por última vez en ( 2015).
- Comarcas clasificó por última vez en ( 2013).

## Datos de las Candidatas
- Ayhemeis Henríquez compitió en Miss Eco Internacional 2017 donde se ubicó entre las 10 mejores.
- Andrea Valeria Batista fue la reina del carnaval en  Las Tablas en 2015.
- Selena Gómez compitió en Miss Grand Internacional 2016.
- Rosa Iveth Montezuma es la primera mujer indígena en competir por el título de Señorita Panamá, y ganó la competencia.